# Hyalenna pasena
Hyalenna pasena är en fjärilsart som beskrevs av Richard Haensch 1909. Hyalenna pasena ingår i släktet Hyalenna och familjen praktfjärilar. Inga underarter finns listade i Catalogue of Life.